# Dendrobium uncipes
Dendrobium uncipes är en orkidéart som beskrevs av Johannes Jacobus Smith. Dendrobium uncipes ingår i släktet Dendrobium, och familjen orkidéer. Inga underarter finns listade i Catalogue of Life.